# San Francisco Film Critics Circle
Il San Francisco Film Critics Circle (SFFCC) è un'organizzazione, fondata nel 2002, di giornalisti e critici cinematografici dell'area di San Francisco, California, Stati Uniti.
Tra i suoi membri figurano giornalisti del San Francisco Chronicle, San Jose Mercury News, Oakland Tribune, Contra Costa Times, San Francisco Bay Guardian, SF Weekly, East Bay Express, San Jose Metro, Palo Alto Weekly, Marin Independent Journal, San Francisco Examiner, KRON-TV, Variety, RottenTomatoes.com e altri ancora.

## SFFCC Awards
A dicembre di ogni anno, lo SFFCC si incontra per votare e premiare pellicole cinematografiche distribuite nello stesso anno solare. Le categorie di premi includono:
- Miglior film
- Miglior regista
- Miglior attore
- Miglior attrice
- Miglior attore non protagonista
- Miglior attrice non protagonista
- Miglior sceneggiatura originale
- Miglior sceneggiatura non originale
- Miglior fotografia
- Miglior scenografia
- Miglior colonna sonora
- Miglior montaggio
- Miglior film d'animazione
- Miglior film straniero
- Miglior documentario
- Marlon Riggs Award - per il coraggio e la visione nella comunità cinematografica della Bay Area
- Premio speciale - per cinema indipendente sottovalutato

## Premi assegnati
6 premi
- Sideways - In viaggio con Jack (2004): Miglior film, attore, regista, sceneggiatura, attore non protagonista e attrice non protagonista
- Moonlight (2016): Miglior film, regista, sceneggiatura, attore non protagonista, fotografia e montaggio

4 premi
- Milk (2008): Miglior film, regista, attore e sceneggiatura originale
- Boyhood (2014): Miglior film, regista, attrice non protagonista e montaggio

3 premi
- I segreti di Brokeback Mountain (2005): Miglior film, regista e attore
- Little Children (2006): Miglior film, sceneggiatura non originale e attore non protagonista
- The Social Network (2010): Miglior film, regista e sceneggiatura non originale
- The Tree of Life (2011): Miglior film, regista e fotografia
- Birdman (2014): Miglior attore, attore non protagonista e sceneggiatura originale